# スピオーネ
『スピオーネ』（Spione）は、フリッツ・ラング監督によって1928年に公開されたモノクロサイレント映画で、ヴァイマル共和政時代に製作されたドイツ映画である。
脚本は翌年に出版された同名の小説を書いた妻のテア・フォン・ハルボウと共作した。映画はラングとしては末期のサイレント映画であり、彼自身の映画会社の初の作品になった。 『ドクトル・マブゼ』、『怪人マブゼ博士』と同様にルドルフ・クライン＝ロッゲは世界征服を狙う首謀者を演じている。
『スピオーネ』はオリジナル・ネガは現存していない、2003年にフリードリヒ＝ヴェルヘルム＝ムルナウ財団によって143分版に修復された。

## ストーリー
世界大戦の終結に伴い平和が戻ったかと思われたが、欧州各国ではスパイ戦が繰り広げられていた。スパイ組織の首領であるハギの表向きの職業は銀行の頭取だが、彼は道化や政府の密偵など、様々な顔を持っていたため、部下さえも正体がつかめずにいた。
ある日ハギは、ドナルド・トレメーンこと英国秘密探偵局の密偵No,326を手中に収めたいと考え、部下のソーニャにNo,326の接触を命じる。ソーニャの父と兄はスパイ容疑で捕らえられ死刑に処されたため、彼女にとって仇敵も同然だったが、2人は互いにひかれあってしまったため、ハギはソーニャを幽閉してしまう。
そのころ、日英秘密条約の調印が近づいていたことから、日本の秘密探偵である松本博士はこれに関する秘密書類を日本に持ち帰ろうとする。ハギはキティという別の部下を松本のもとに送り込んで秘密書類を盗ませ、松本を自死に追いやる。
その後、ハギはNo,326を急行列車に乗せ、トンネル内で衝突するように仕向けるも、No,326の殺害に失敗し、ソーニャにも裏切られてしまう。さらに、自分の銀行が官憲に襲撃されたため、ハギは道化姿で逃走を図るも失敗し、自殺する。

## 出演
- ルドルフ・クライン＝ロッゲ：ハギ
- ゲルダ・マウルス：ソーニャ
- ヴィリー・フリッチ：No,326
- ゲオルク・ヨーン（ドイツ語版）
- リーン・ダイヤーズ（ドイツ語版）：キティ